# Cratere Wollaston
Wollaston è un cratere lunare di 9,64 km situato nella parte nord-occidentale della faccia visibile della Luna.